# 覆鼎金
覆鼎金，是位於臺灣高雄市三民區的一個地名，廣義上泛指現今明誠路以北的三民區境內，其邊界與相鄰聚落大致上如下：東為鳥松區，西為左營區，南隔明誠路與灣仔內相望，北則為仁武區。現今行政區劃為高雄市三民區鼎金里、鼎盛里、鼎強里、鼎力里、鼎西里、鼎中里、鼎泰里等七個里。

## 邊界與範圍

### 廣義
東界：高雄市鳥松區澄清湖高爾夫球場
西界：愛河，與左營區凹子底、菜公隔河相望
南界：明誠路，以南為灣子內聚落
北界：高雄市仁武區八卦寮及大灣
行政區劃：高雄市三民區鼎金里、鼎盛里、鼎強里、鼎力里、鼎西里、鼎中里、鼎泰里

### 狹義
狹義上的覆鼎金指清代於金獅湖西南側發展的覆鼎金聚落，約為現今鼎金中街與鼎金二巷所包圍之處，全境位於鼎金里。

## 歷史

### 起源

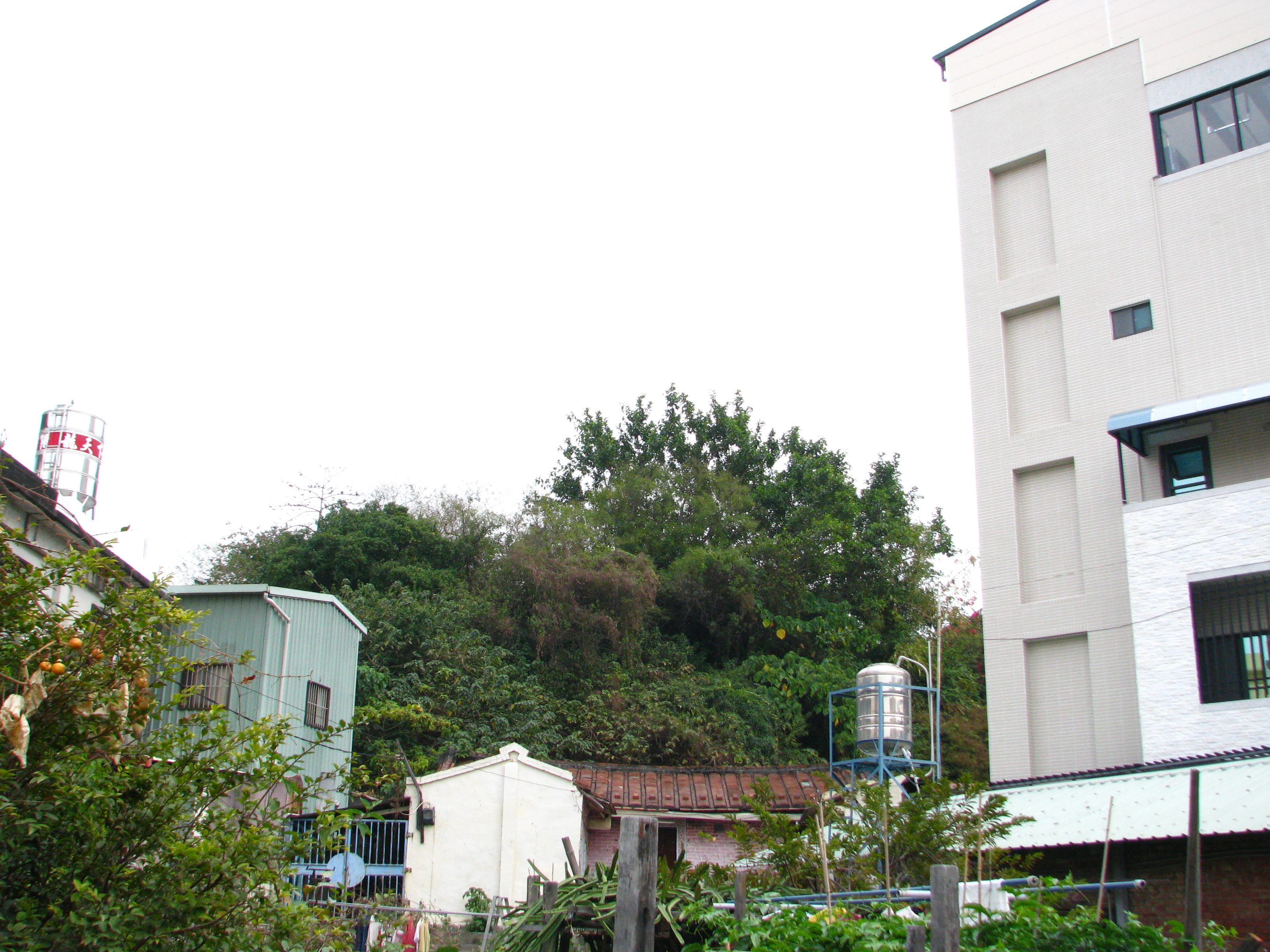
覆鼎金山現況

覆鼎金一名源於今高雄市三民區鼎金里鼎金中街9號至25號正後方的小山丘，東西長，南北短，面積約有半公頃，名為覆鼎金山。因其表面圓滑而淨，宛如盛金之釜，覆蓋於地表，其聚落名稱由此山而名。

### 行政區沿革
- 清乾隆年間，覆鼎金屬於臺灣府鳳山縣興隆里。
- 1887年（光緒13年），改隸臺南府。
- 1909年，屬於臺南廳興隆內里。
- 1920年，改隸高雄州岡山郡左營庄；成為左營庄所轄的大字「覆鼎金」，下有「覆鼎金」、「新庄子」小字。
- 1940年，併入高雄市。
- 1945年中華民國接管臺灣後，屬於高雄市覆鼎金區（含現今灣子內地區）。
- 1945年底，撤銷覆鼎金區，併入左營區。
- 1946年，行政區再重劃，連同灣子內、寶珠溝、本館、獅頭等地區自左營區改為三民區至今[2]。

### 內部行政區沿革
- 1946年，覆鼎金初設鼎金里與鼎西里[3]。
- 1981年，鼎金里鼎力路以西分出鼎盛里；鼎西里鼎中路以西劃為鼎泰里[4][3]。
- 1990年，鼎力里、鼎強里由鼎盛里分出；鼎西里鼎力路以西劃為鼎中里[5][6][3]。

## 境內舊地名

### 覆鼎金
即狹義的覆鼎金聚落。源於象形會意的地名，覆鼎金山於今三民區鼎金中街9號至25號的正後方，為一南北短、東西長的小丘，面積約半公頃。因形圓而淨，如釜之覆置狀，故以覆鼎金名之。

### 三塊厝仔

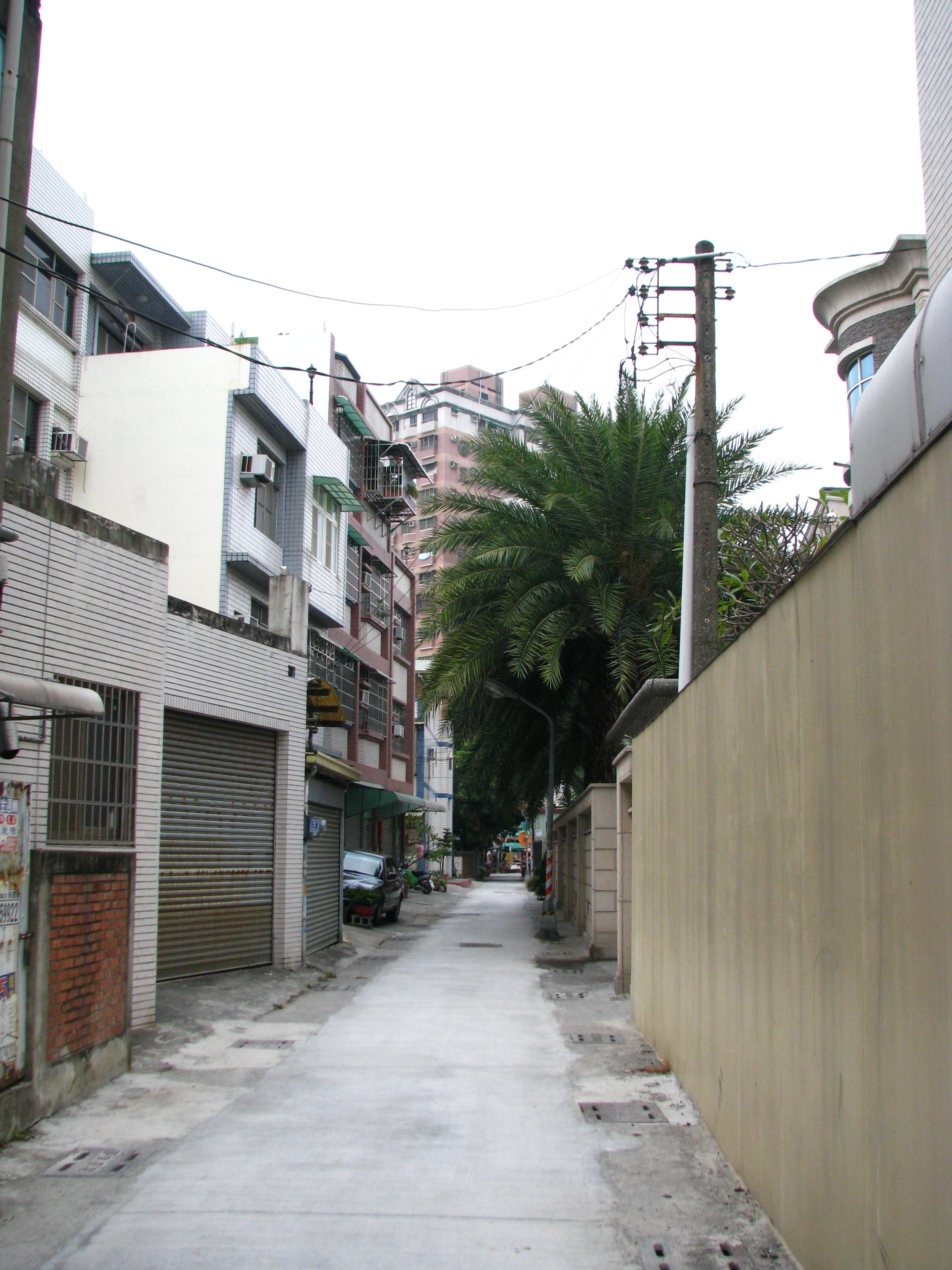
三塊厝仔現況

源於住居的地名。指今鼎金後路二十五號、23巷2、4、6、8號一長方形的地帶。凃、張、陳三姓共同購買現址，原為水田，為便墾耕住居，比鄰而建房屋三間，現古厝周圍已興建三樓洋房。

### 檨子林

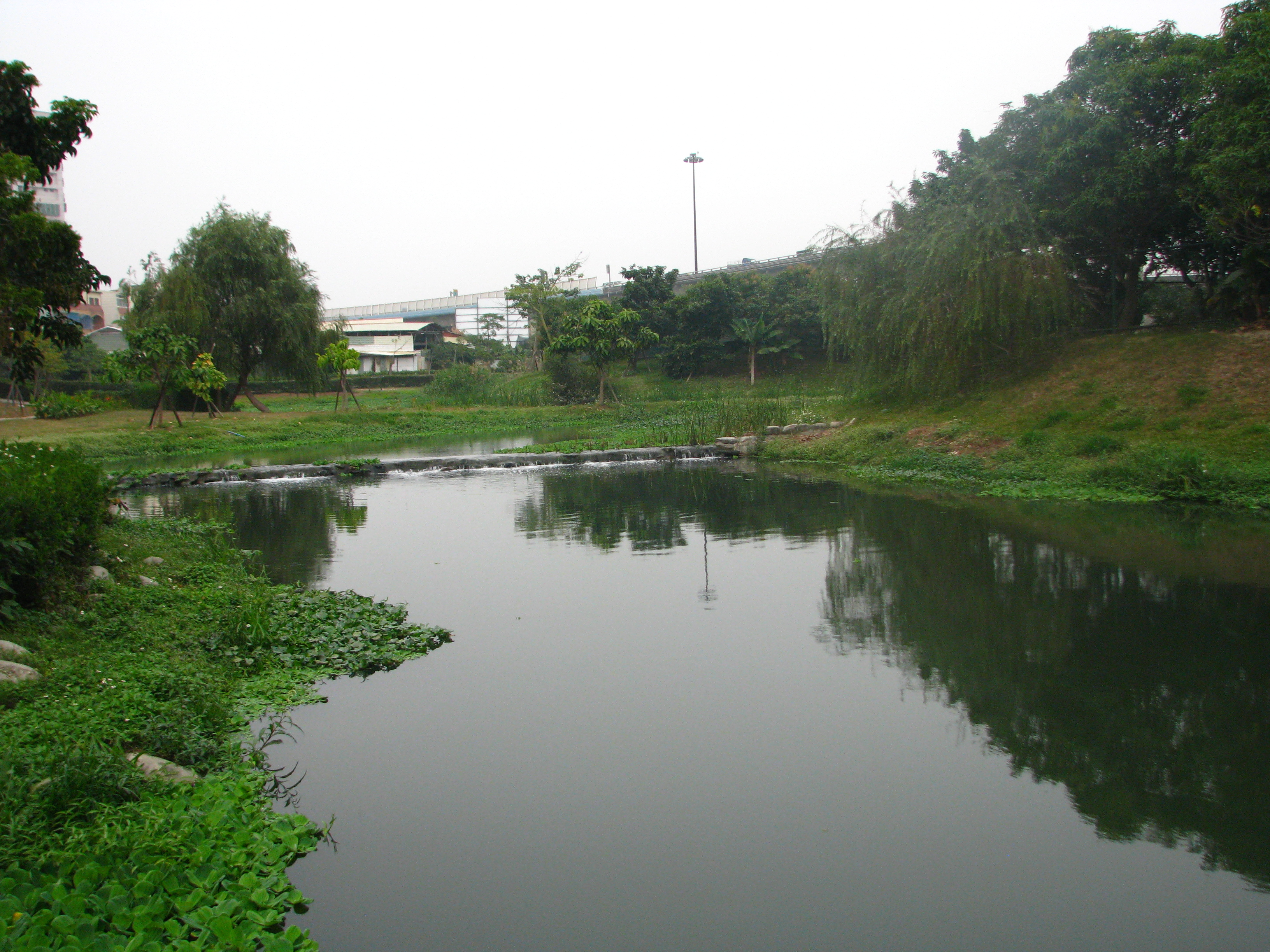
檨仔林現況—檨仔林埤濕地公園

源於天然植物的聚落地名。指今獅湖國小東邊直到國道高速公路右側及大灣村強以北的一大片綠野，環繞著檨子林埤。檨子即台語芒果之意，是一種常綠木本植物。早期漢人來臺開墾，披荊斬棘拓墾後，留下一片未被開墾的綠地，即藉這些樹木來稱呼這新形成的聚落。

### 金獅湖

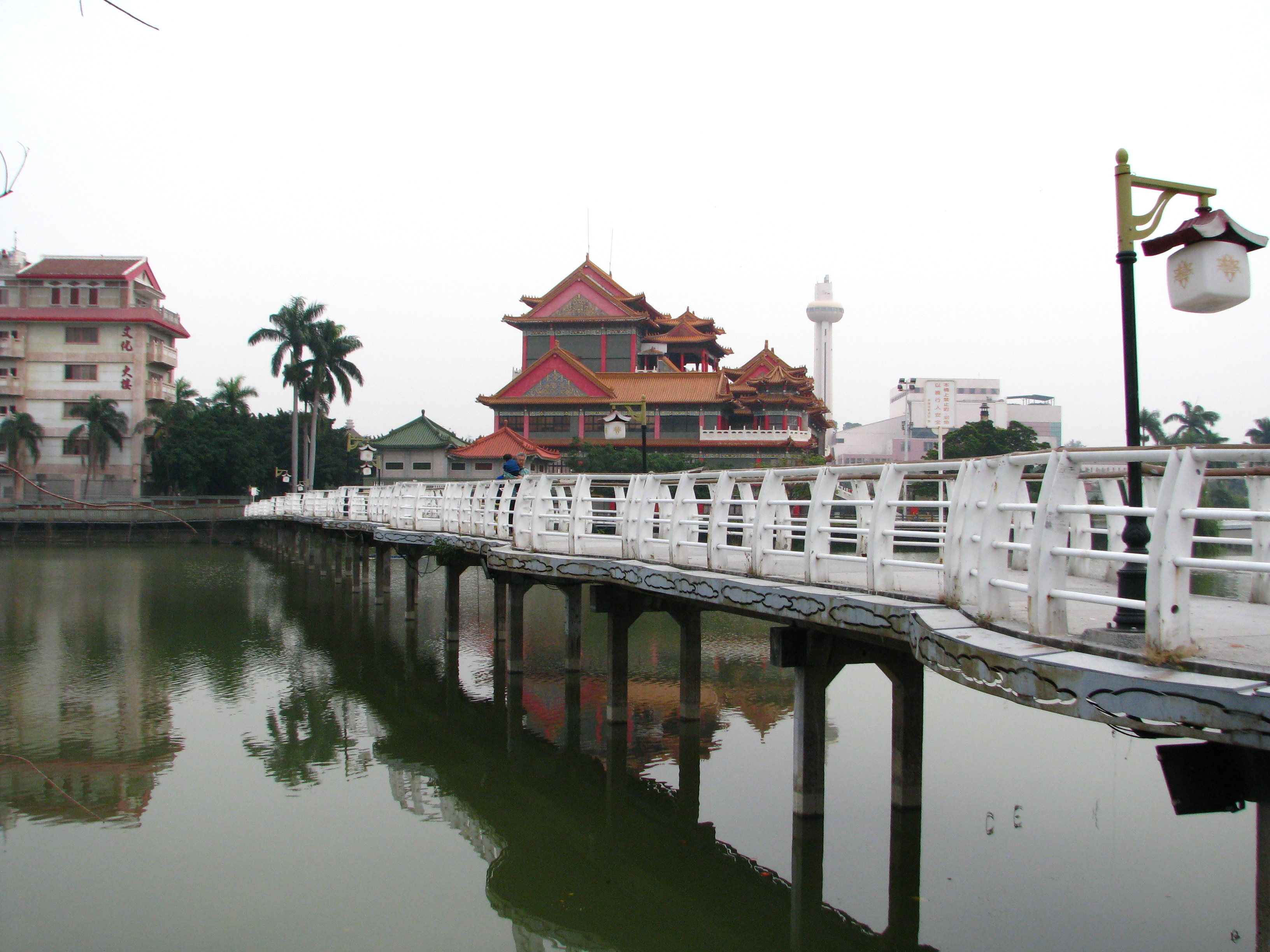
金獅湖現況

覆鼎金早期居民稱今高雄道德院後方之丘陵為虎頭山仔，後來演變成獅山，或獅頭山，而大埤則座落在獅頭山西面與南面，故獅頭山又稱下水之金獅（因其為黃土丘陵，華人傳統以黃土喻金，含有吉祥之意）。二戰後，政府將此地闢為風景區，居民逐稱呼此湖為金獅湖，稱此地為金獅湖風景區。

### 外埔仔
源於方位之地名。指原天祥一路土地公廟至民族路口一帶，粵籍移民稱尚未開拓之原野為埔，其位置又在覆鼎金庄之外，故稱外埔仔。今土地公廟已喬遷至覆鼎金保安宮旁。

### 鳥穴仔

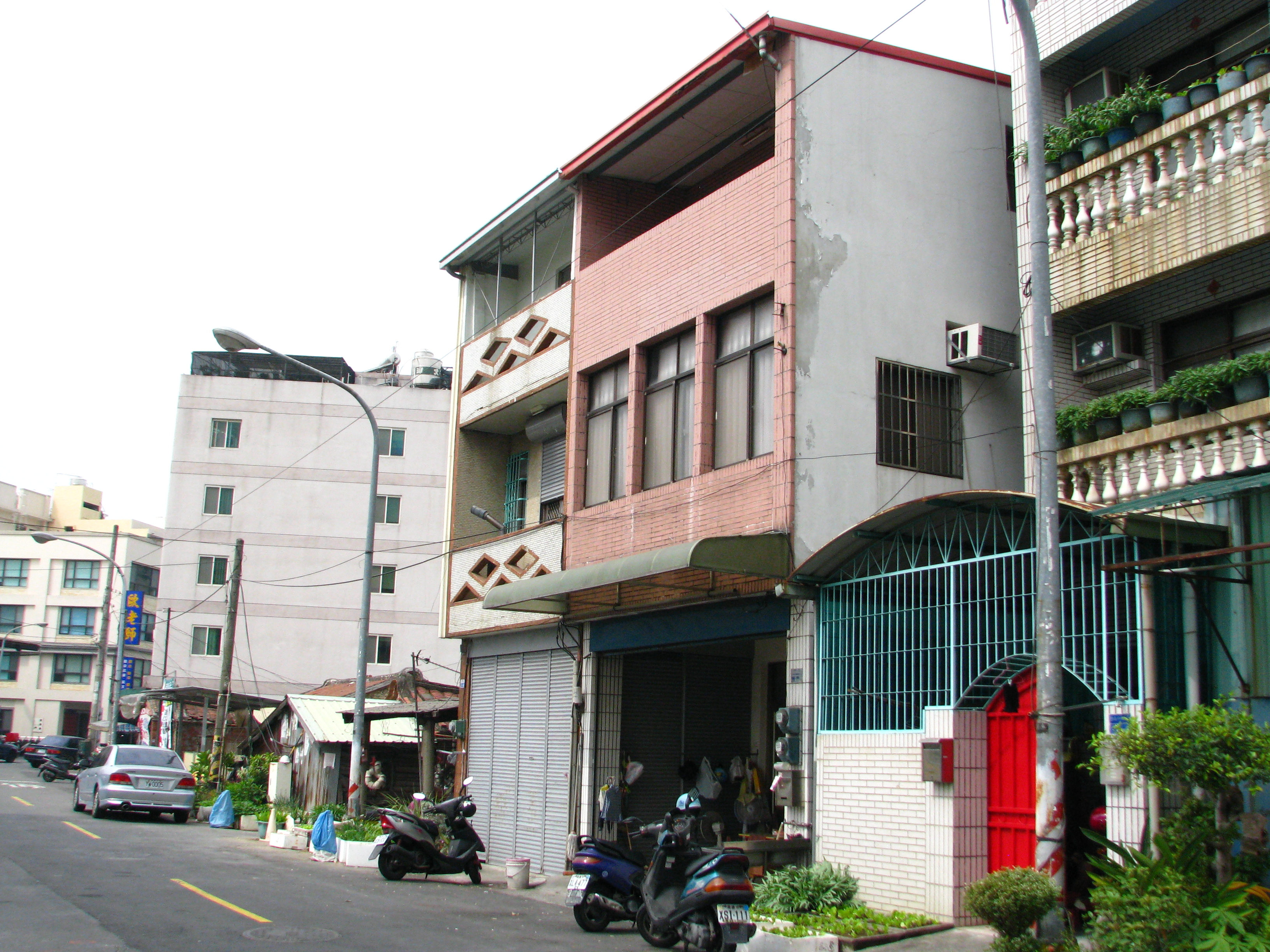
鳥穴仔現況

源於會意的地名。指今鼎金中街1號及其附屬各號。早期為一片原野，有竹林一處，先住民稱作竹廓；常有各種鳥類棲息於竹林中，尤其以白鷺鷥最多，先住民以其為鳥類棲息之巢穴，故稱之為鳥穴仔。

### 廓北橋、廓仔地

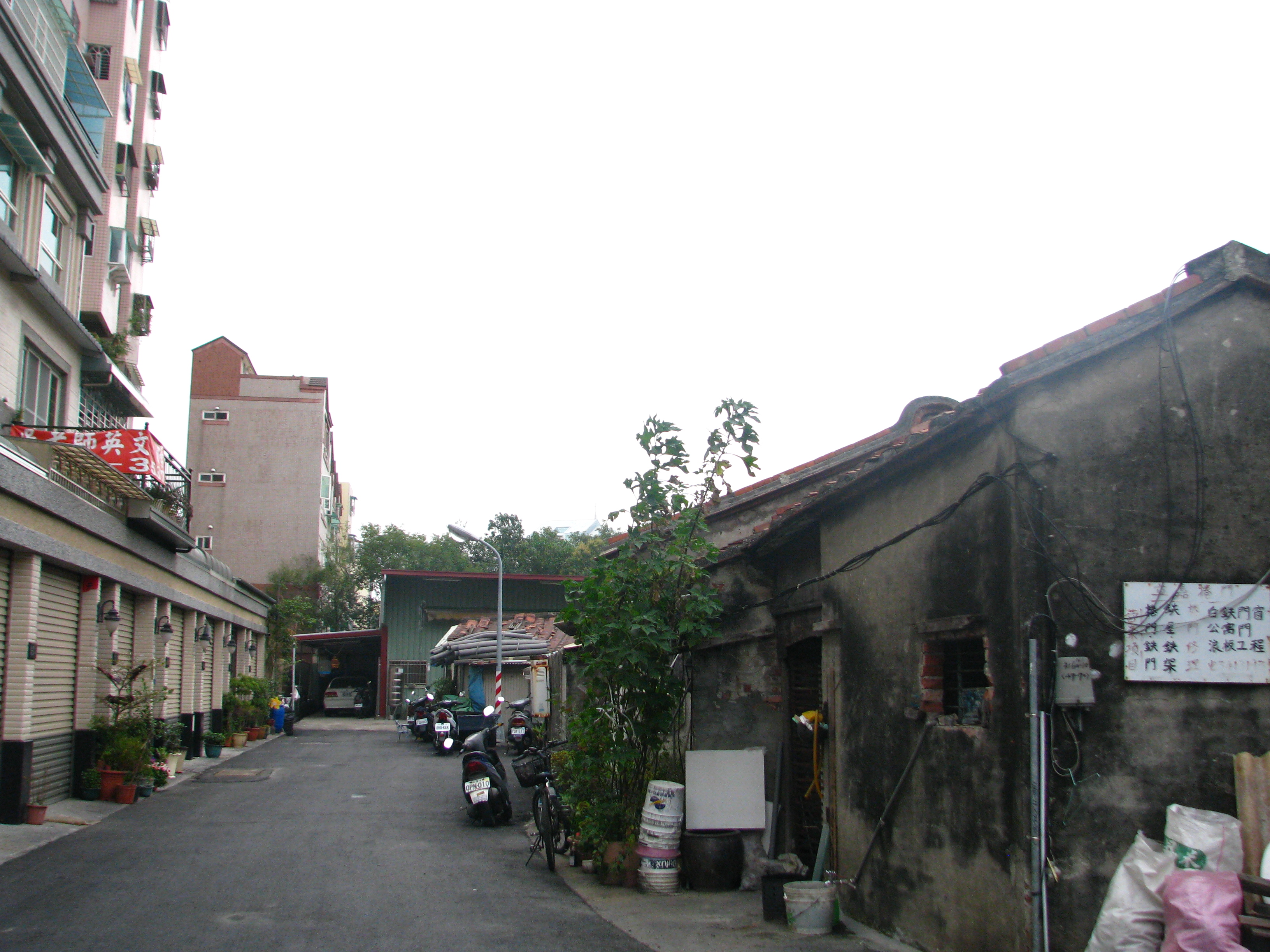
廓仔地現況

源於聚落方位之地名。廓北橋因其位置在廓仔地之北方，故橋成時命名為廓北橋。廓仔地指今鼎金六巷一帶的平野，因早期為蔗廓，故稱廓仔地。為一因糖業而發展的聚落，後來因獅湖國小設立，其東方鼎貴路一帶形成新的聚落而沒落。近年來古厝已大多改建為樓房，廓北橋北方為東獅湖公園及獅湖國小。

### 井仔湖

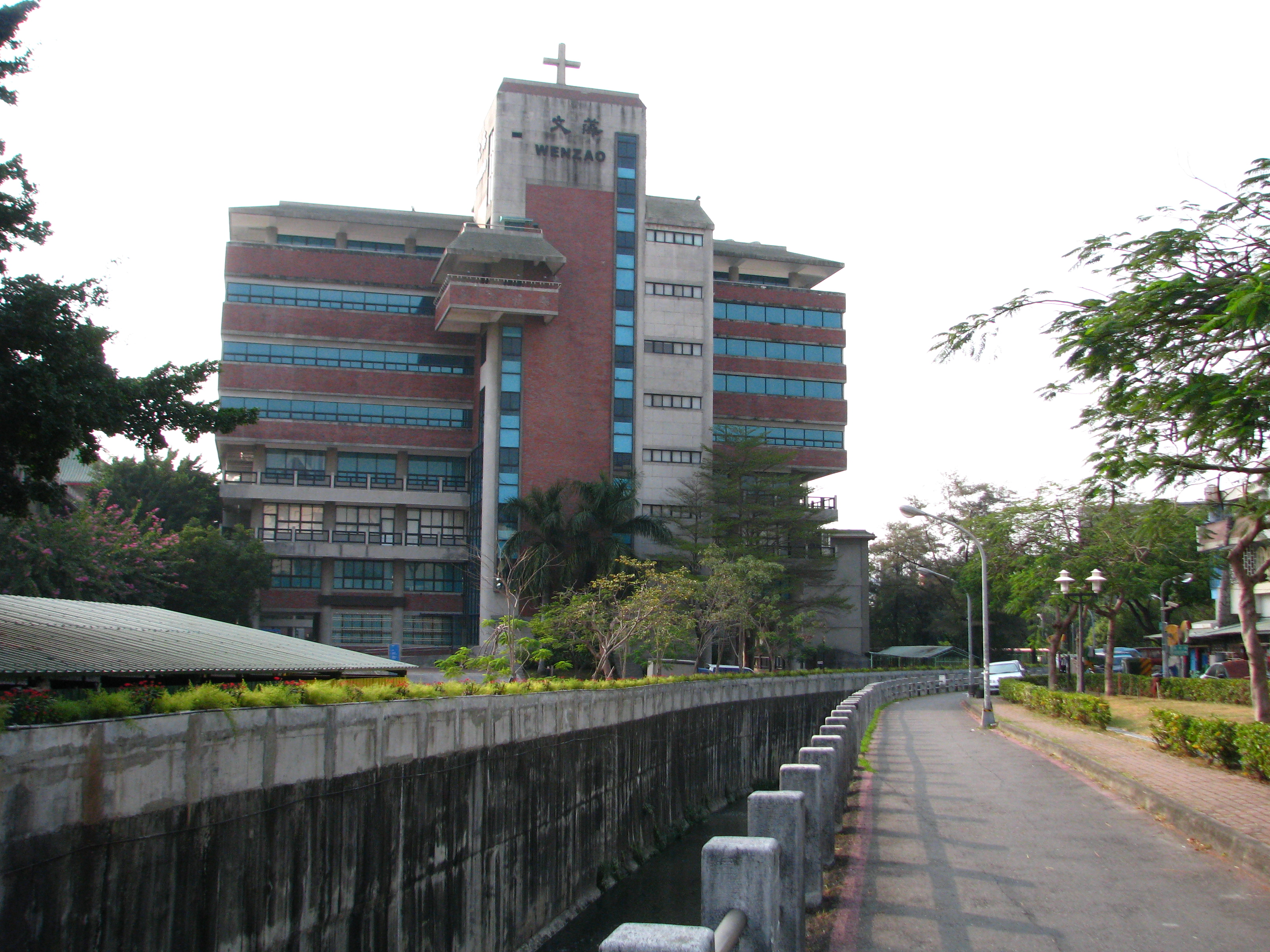
井仔湖現況

源於山水之地名。指今文藻之現址。因地處愛河上游河畔，地勢低窪，四周的水皆流向此處，聚積猶如水井，所以稱為井仔湖。因其積水便於墾耕，故形成聚落。

### 船仔頭

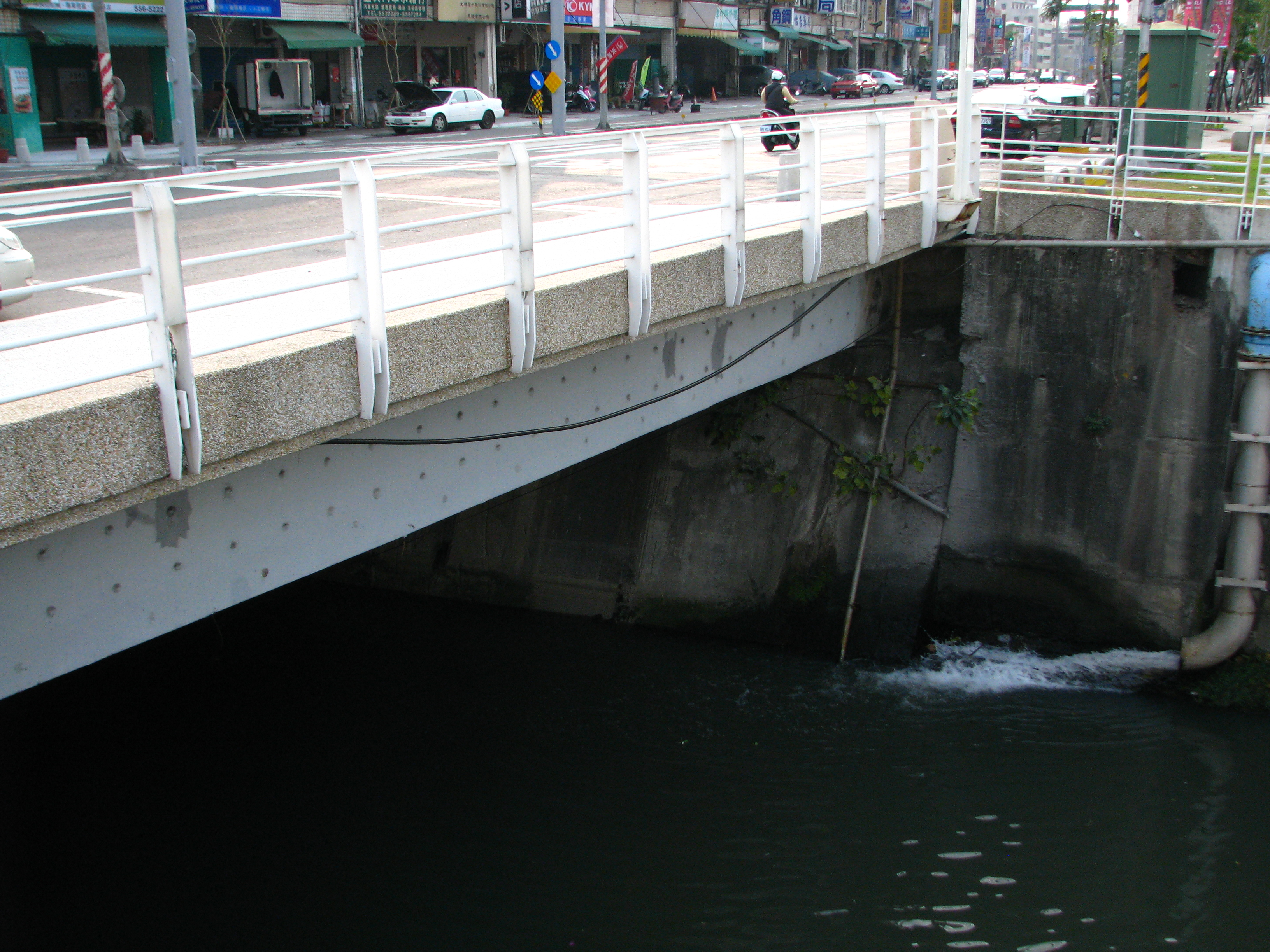
船仔頭現況

源於方位之地名。指今鼎新橋一帶，亦即井仔湖、外埔仔的西邊。所謂船仔頭為台語碼頭之意。早期覆鼎金居民對外交通最便捷的途徑，就是步行到今鼎新橋東端搭舢舨，蓋水路運輸由此為起點，船由此開，故稱起始站為船仔頭，沿途可停靠七吼橋、鼓山、內惟、鹽埕、苓雅寮、旗后等地。

## 境內設施

### 學校
- 文藻外語大學
- 高雄市立三民高級中學
- 高雄市三民區獅湖國民小學

### 宗教
- 高雄道德院
- 覆鼎金保安宮
- 臺灣基督長老教會鼎金教會

### 公家機關
- 高雄市公車船管理處金獅湖調度站
- 高雄市政府警察局三民第二分局鼎金派出所
- 高雄市政府消防局勤務大樓
- 高雄市政府環境保護局中區資源回收廠
- 高雄市殯葬管理處火葬場
- 覆鼎金公墓(※與火葬場成為在正式改制前，使覆鼎金背上「高雄的墓仔埔」之名的主要原因)

### 市場
- 鼎新路傳統早市
- 天天新黃昏市場

### 公園
- 檨仔林埤濕地公園
- 雙湖森林公園
- 東獅湖公園
- 河堤公園
- 鼎泰公園

## 交通
- 鼎金系統交流道